# Montage en étoile
 (octobre 2009).
Si vous disposez d'ouvrages ou d'articles de référence ou si vous connaissez des sites web de qualité traitant du thème abordé ici, merci de compléter l'article en donnant les références utiles à sa vérifiabilité et en les liant à la section « Notes et références ».
Le montage en étoile est une manière particulière d'alimenter un moteur électrique tri-phasé. Il fait opposition au montage en triangle. Il fait partie d'un des montages possibles à réaliser avec un transformateur ou un moteur triphasé.

## Démarrage étoile-triangle
Mode de démarrage d'un moteur triphasé permettant un accélération facile en deux étapes.